# Trio Śląskie
Trio Śląskie – polski zespół kameralny założony w 2001 roku, występujący w składzie: Joanna Domańska – fortepian, Roman Widaszek – klarnet, Tadeusz Tomaszewski – waltornia.

## Historia
Zespół tworzą muzycy związani z Akademią Muzyczną w  Katowicach. Wszyscy artyści prowadzą aktywną działalność artystyczną  indywidualną oraz w innych formacjach kameralnych. Zespół o tym rzadko spotykanym składzie powstał dzięki zamówieniu PWM Edition na wykonanie Grand Trio Es-dur na klarnet, róg i fortepian op.4  Franciszka Lessla (1780–1838) – utworu przywróconego do obiegu koncertowego po latach zapomnienia.
Artyści prezentowali ten utwór m.in. podczas Festiwalu Polskiej Muzyki Kameralnej w Warszawie, Festiwalu Beethovenowskiego w Głogówku, Dni Muzyki Karola Szymanowskiego w Zakopanem, uroczystościach związanych z 20-leciem partnerstwa Kolonia – Katowice i na licznych koncertach na terenie kraju i za granicą (Czechy, Niemcy, Dania, Ukraina). Wraz z Duo Concertante na klarnet i fortepian I.F. Dobrzyńskiego i Sonatą na róg i fortepian Wojciecha Kilara, której interpretację kompozytor osobiście zaaprobował Trio Lessla  znalazło się na pierwszej płycie zespołu. Płyta „Polska Muzyka Kameralna na instrumenty dęte"  – (DUX 0857) uzyskała nominację do nagrody Fryderyk 2012 w dwóch kategoriach: muzyka kameralna i fonograficzny debiut roku. Płyta z utworami Mikołaja Góreckiego, gdzie Trio gra z orkiestrą Aukso (DUX 1415) uzyskała nominację do nagrody Fryderyk 2020. Artyści są laureatami Duńsko-Polskiej Nagrody Przyjaźni w 2019 roku.

## Repertuar
W związku z niewielką ilością literatury na taki skład instrumentów, na zamówienie Trio Śląskiego powstały kompozycje Macieja Małeckiego, Sławomira Czarneckiego, Oscara Pradosa, Pawła Pudło i Marcela Chyrzyńskiego – wszystkie dedykowane zespołowi i wszystkie przez zespół prawykonane. Wśród zamówionych utworów są dwie kompozycje na klarnet, róg, fortepian i smyczki: Trio Concerto (2015) Mikołaja Góreckiego oraz Ukiyo-e No 4 (2017) Marcela Chyrzyńskiego. Przy ich wykonaniach zespół współpracował z takimi orkiestrami jak: Sinfonietta Cracovia, Aukso (Tychy), Orkiestra Smyczkowa NOSPR, Śląska Orkiestra Kameralna, Orkiestra Akademia ze Lwowa, Camerata Kijowska, YeongNam Philharmony Orchestra (Korea).

## Utwory prawykonane przez Trio Śląskie
- Mikołaj Górecki – Trio „Titanic”  (2013)
- Sławomir Czarnecki – Silesia Trio (2014)
- Mikołaj Górecki – Trio Concerto na klarnet, róg, fortepian i orkiestrę smyczkową (2015)
- Maciej Małecki – Trio na klarnet, róg, fortepian (2016)
- Oscar Prados – Meditation (2017)
- Marcel Chyrzyński – „ Ukiyo-e” No 4 na klarnet, róg, fortepian i orkiestrę smyczkową (2018)
- Paweł Pudło – „Three” (2018)

## Dyskografia
- Polish Chamber Music for Wind Instruments (DUX 0857)
- Carl Reinecke – Chamber Music for Clarinet, Horn and Piano (DUX 1219)
- Mikołaj Górecki / Silesian Trio / Aukso.Chamber Orchestra of Tychy (DUX 1415)